# Deutscher Bund der verbandlichen Wasserwirtschaft
Der Deutsche Bund der verbandlichen Wasserwirtschaft e.V. (DBVW) ist der Fach- und Interessenverband der deutschen Wasser- und Bodenverbände, dem sich neun Landesverbände angeschlossen haben. Er hat seinen Sitz in Potsdam und Hannover. Der im Jahr 2000 gegründete eingetragene Verein hat sich zur Aufgabe gemacht, die gesetzlichen und politischen Rahmenbedingungen im Dialog mit Politik, Gesellschaft und Wirtschaft für seine Mitglieder zu sichern und zu stärken. Mit dem Zusammenschluss der neun Landesverbände vertritt er rund 1850 Verbände in Deutschland.
Die angeschlossenen Wasserverbände stehen für eine nachhaltige und integrative Bewirtschaftung der Grund- und Oberflächengewässer und sehen den Schutz der Ressource Wasser als Grundlage allen Handelns. Sie sind verantwortlich für:
- die Unterhaltung der Gewässer 2. und 3. Ordnung,
- die Erhaltung der Küstendeiche
- den Hochwasserschutz im Binnenland
- den Gewässerausbau
- die Renaturierung der Gewässer
- die Landschaftspflege
- Regelung des Wasserhaushaltes im Boden
- die verbandliche Trinkwasserversorgung
- die Abwasserentsorgung im ländlichen Raum

Die neun Landesverbände sind:
- Landesverband der Wasser- und Bodenverbände Schleswig-Holstein
- Wasserverbandstag Hamburg
- Landesverband der Wasser- und Bodenverbände Mecklenburg-Vorpommern
- Wasserverbandstag e. V. Bremen, Niedersachsen und Sachsen-Anhalt
- Landeswasserverbandstag Brandenburg e.V.
- Landesverband der Wasser- und Bodenverbände Rheinland-Pfalz
- Landesverband der Wasser- und Bodenverbände Hessen
- Landeswasserverbandstag Thüringen e.V.
- Landesverband d. Wasser u. Bodenverbände Bayern e.V.

In Nordrhein-Westfalen gibt es noch den:
- Landesverband der Wasser- und Bodenverbände Westfalen-Lippe

Aus den Bundesländern, die keinen Landesverband als Mitglied haben, können einzelne Verbände Mitglied werden. Dies trifft beispielsweise auf die sondergesetzlichen Wasserwirtschaftsverbände in NRW zu.